# 오뜨밀 라이브
오뜨밀 라이브는 대한민국의 방송국 CBS, 라디오 채널 CBS 표준FM에서 평일 밤 8시 5분부터 9시까지 방송되었던 채선아 아나운서가 진행했던 뉴스, 시사, 이슈 프로그램이다. 2024년 5월 30일 자로 1년만에 폐지되었다.

## 진행자
- 2023년 4월 24일 ~ 2024년 5월 30일 : 채선아 아나운서

## 지역 프로그램
- 방송 하는 지역 : 강원CBS, 강원영동CBS, 충북CBS, 전북CBS, 광주CBS, 전남CBS, 대구CBS, 포항CBS, 제주CBS, 부산CBS, 울산CBS, 경남CBS, 대전CBS

## 같이 보기
- CBS 표준FM